# Вулиця Якова Степового (Київ)
Ву́лиця Я́кова Степово́го — вулиця в Голосіївському районі міста Києва, місцевість Феофанія. Пролягає від вулиці Академіка Заболотного до вулиці Івана Сірка.
Прилучаються вулиці Селекціонерів і Планетна.

## Історія
Вулиця виникла в середині XX століття під назвою Нова, згодом — Таємнича, з 1958 року — Зовнішня. Сучасна назва на честь українського композитора Якова Степового — з 1969 року.
До 1971 року існувала також вулиця Якова Степового на Микільській слобідці (ліквідована у зв'язку зі знесенням старої забудови).